# Shohei Ogushi
Shohei Ogushi (大串 昇平 Ogushi Shohei?, nacido el 21 de septiembre de 2002 en Hyogo) es un futbolista japonés que juega como defensa.
En 2019, Ogushi se unió al Gamba Osaka de la J1 League.

## Trayectoria

### Clubes
| Club        | País  | Año    |
| ----------- | ----- | ------ |
| Gamba Osaka | Japón | 2019 - |

## Estadística de carrera

### J. League
| Club               | Año   | J. League | J. League | Copa J. League | Copa J. League | Total | Total |
| Club               | Año   | Part.     | Goles     | Part.          | Goles          | Part. | Goles |
| ------------------ | ----- | --------- | --------- | -------------- | -------------- | ----- | ----- |
| Gamba Osaka        | 2019  | 0         | 0         | 0              | 0              | 0     | 0     |
| Gamba Osaka sub-23 | 2019  | 12        | 0         | -              | -              | 12    | 0     |
| Total              | Total | 12        | 0         | 0              | 0              | 12    | 0     |